# Petrus-Lotichius-Kirche (Niederzell)

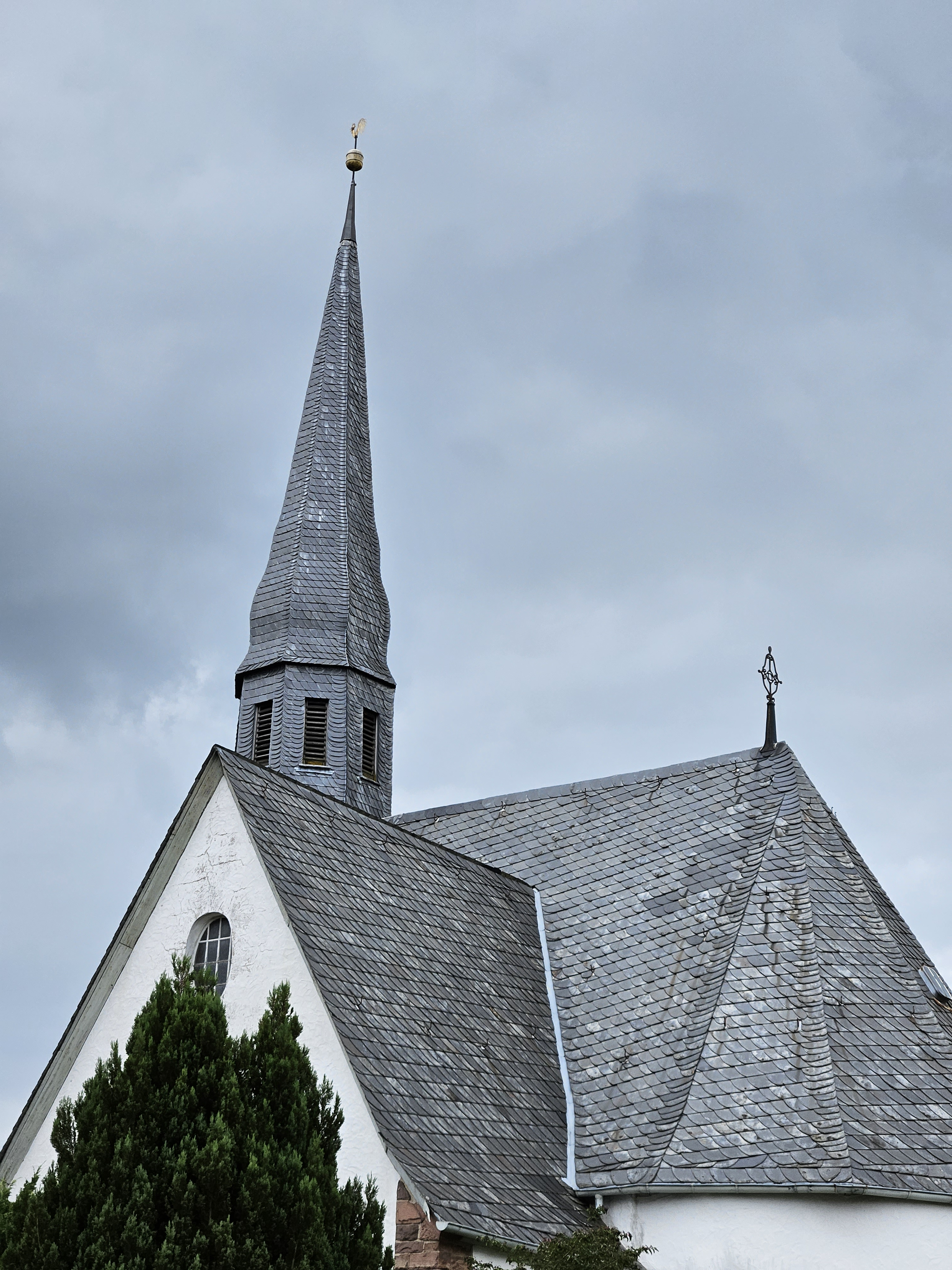
Außenansicht der Kirche (2023)

Die evangelische Petrus-Lotichius-Kirche ist ein Kirchengebäude in Niederzell, einem Stadtteil von Schlüchtern im Main-Kinzig-Kreis, (Hessen). Die Kirche gehört zur Kirchengemeinde Schlüchtern im Kirchenkreis Kinzigtal der Evangelischen Kirche von Kurhessen-Waldeck.

## Geschichte
Niederzell gehörte bereits seit 1549 zu Schlüchtern, jedoch ohne eigenen Kirchenraum. Ab 1837 war ein Betsaal im ehemaligen Bürgermeisterhaus eingerichtet.
Nachdem dieser schlichte Betsaal im zweiten Stock den Bürgermeisterhauses zu klein geworden war und man diesen für andere Zwecke nutzen wollte, fasste die Niederzeller Gemeindevertretung unter dem damaligen Bürgermeister Kaspar Lang im Sommer 1907 den Beschluss, eine neue Kirche zu bauen. Die Grundsteinlegung fand am 21. August 1909 statt.
Die Bauarbeiten der Niederzeller Kirche im romanischen Stil dauerten dann schließlich von 1909 bis 1911. Eine Innenrenovierung fand 1959, eine weitere 1975 statt. Im Jahr 2006 erfolge die letzte Innenrenovierung, bei der Altarraum, Wand und Fenster ein modernes Design erhielten. Die künstlerische Gestaltung stammt von Tobias Kammerer. Außerdem wurde die Elektrik erneuert, neue Lampen und eine Heizung verbaut.

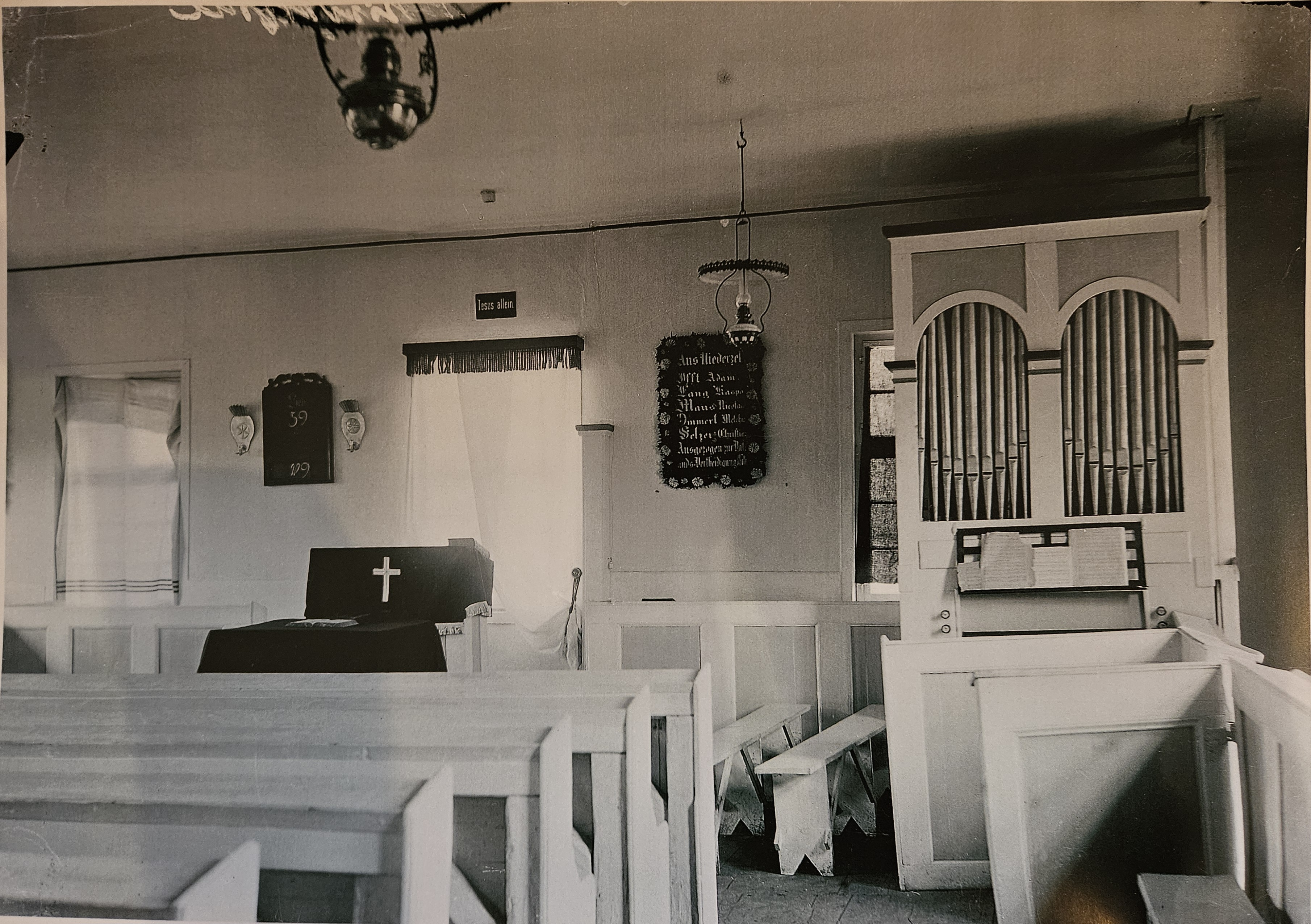
Alter Betsaal im Bürgermeisterhaus (1900)

Innenraum der Kirche (2023)

Namensgeber der Kirche ist Petrus Lotichius (Peter Lotz), Abt des Klosters Schlüchtern, der dort die Reformation einführte.

## Architektur
Das Gebäude ist ein kleiner, schmucker Kirchbau in Kreuzgestalt mit einem schlanken Turm und einem weit geöffneten Eingangstor, welches zu einer Vorhalle führt. Der Bau ist in seiner Bauweise von Nordwest nach Südost gerichtet. Das Mittelschiff hat eine Länge von ca. 13 Metern. In der Mitte des Langhauses öffnet sich sowohl nach Westen als auch nach Osten eine Seitennische. Die größere der beiden befindet sich im Westen und hat eine Länge von ca. 4 Metern und eine Breite von 7,5 Metern. Die um wenige Stufen erhöhte Apsis ist der Abschluss des Mittelschiffs, welcher einen Halbkreis bildet. Die Orgelempore befindet sich über dem Vorraum und setzt sich in den Kirchenraum fort. Dadurch bietet die Kirche ca. 240 Sitzplätze.

## Ausstattung

### Orgel
Bereits 1837 wurde eine Orgel für den ehem. Betsaal durch Georg Franz Ratzmann (Ohrdruf / Gelnhausen) erbaut. Diese Orgel wurde 1912 aufgrund des Orgelneubaus in der neuen Kirche zunächst im Lehrerseminar Schlüchtern aufgestellt, wofür sich durch Wilhelm Ratzmann (Gelnhausen) überarbeitet wurde. Nach der Auflösung des Lehrerseminars 1928 wurde die Orgel ins Loheland bei Fulda gebracht, wo sie 2009 in einem schlechten Zustand durch den Orgelbauer Andreas Schmidt aus Linsengericht abgebaut wurde.

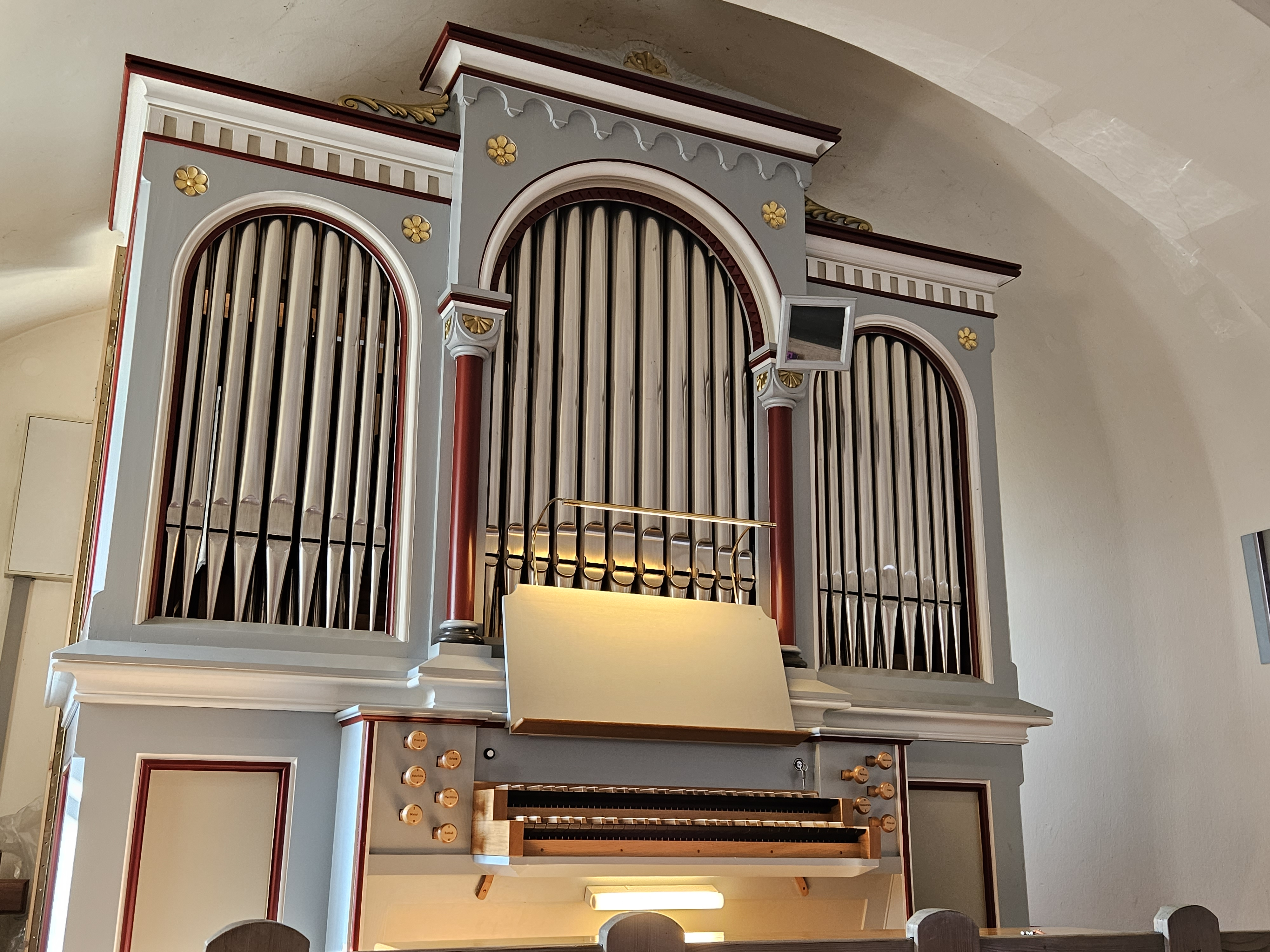
Bosch Orgel (2023)

In der neuen Kirche wurde 1912 durch Wilhelm Ratzmann (Gelnhausen) eine neue Orgel mit einem nachklassizistischen Prospektgehäuse erbaut, welche 1953 durch Walcker leicht umgebaut wurde. Sie besaß 8 Register, 5 Koppeln und 2 Spielkombinationen.
Die heutige Orgel der Niederzeller Kirche wurde 1998 durch Werner Bosch im alten Gehäuse aus 1912 erbaut. Die Orgel hat eine mechanische Traktur und besitzt 11 Register, von denen einige aus dem Vorgängerinstrument übernommen wurden.
| I Hauptwerk C–g3 |    |
| Rohrflöte        | 8′ |
| Principal        | 8′ |
| Octave           | 4′ |
| Flachflöte       | 2′ |
| Mixtur III       |    |

| II Hinterwerk C–g3 |    |
| Gedackt            | 8′ |
| Salicional         | 8′ |
| Flöte              | 4′ |
| Principal          | 2′ |
| Sesquialtera II    |    |
| Tremulant          |    |

| Pedal C–f1 |     |
| Subbaß     | 16′ |

Koppeln: II/I, II/P, I/P

## Glocken
Die drei Glocken wurde alle 1911 vom Bochumer Verein gegossen und wurden somit direkt bei Fertigstellung der Kirche im selben Jahr eingebaut. Die Glocken hängen in einem zweigeschossigen Stahlglockenstuhl an geraden Jochen aus Stahl. Die Glocken ersetzen eine alte, gesprungene Bronzeglocke, welche im Jahr 1851 von der Gießerei Bach (Windecken) gegossen wurde.
| Nr. | Name            | Gussjahr | Gießer, Gussort                               | Material | Durchmesser (mm) | Schlagton | Inschrift    |
| --- | --------------- | -------- | --------------------------------------------- | -------- | ---------------- | --------- | ------------ |
| 1   | Grosse Glocke   | 1911     | Bochumer Verein für Gußstahlfabrikation (BVG) | Stahl    | 600              | a''       | B.V.G. 1911. |
| 2   | Mittlere Glocke | 1911     | Bochumer Verein für Gußstahlfabrikation (BVG) | Stahl    | 530              | b''       | B.V.G. 1911. |
| 3   | Kleine Glocke   | 1911     | Bochumer Verein für Gußstahlfabrikation (BVG) | Stahl    | 485              | c'''      | B.V.G. 1911. |

## Kirchengemeinde
Niederzell gehört zusammen mit Schlüchtern, Elm, Hutten und Gundhelm sowie Klosterhöfe und Herolz zur Kirchengemeinde Schlüchtern. Zusammen mit der Kirchengemeinde Ramholz mit Vollmerz, Sannerz und Hinkelhof sowie Ahlersbach aus der Kirchengemeinde Hohenzell - Ahlersbach - Bellings bilden die Gemeinden einen Kooperationsraum. Der Kooperationsraum verteilt sich auf 4 Pfarrstellen. Niederzell wird durch das Pfarramt III, welches sich in Schlüchtern befindet, versorgt.

## Persönlichkeiten

### Niederzeller Pfarrer (Pfarramt III)
Niederzell gehört seit 1549 zu Schlüchtern und wird als Filiale von Schlüchtern versorgt. Am 1. Juni 1966 wurde die Dritte Pfarrstelle der Kirchengemeinde Schlüchtern gegründet, welche fortan für die Versorgung Niederzells zuständig war.
- 1969–1995: Klaus Arnold
- 1996–2023: Wilfried Battefeld
- Seit 2024: Marieke Richber